# Julia Gauss

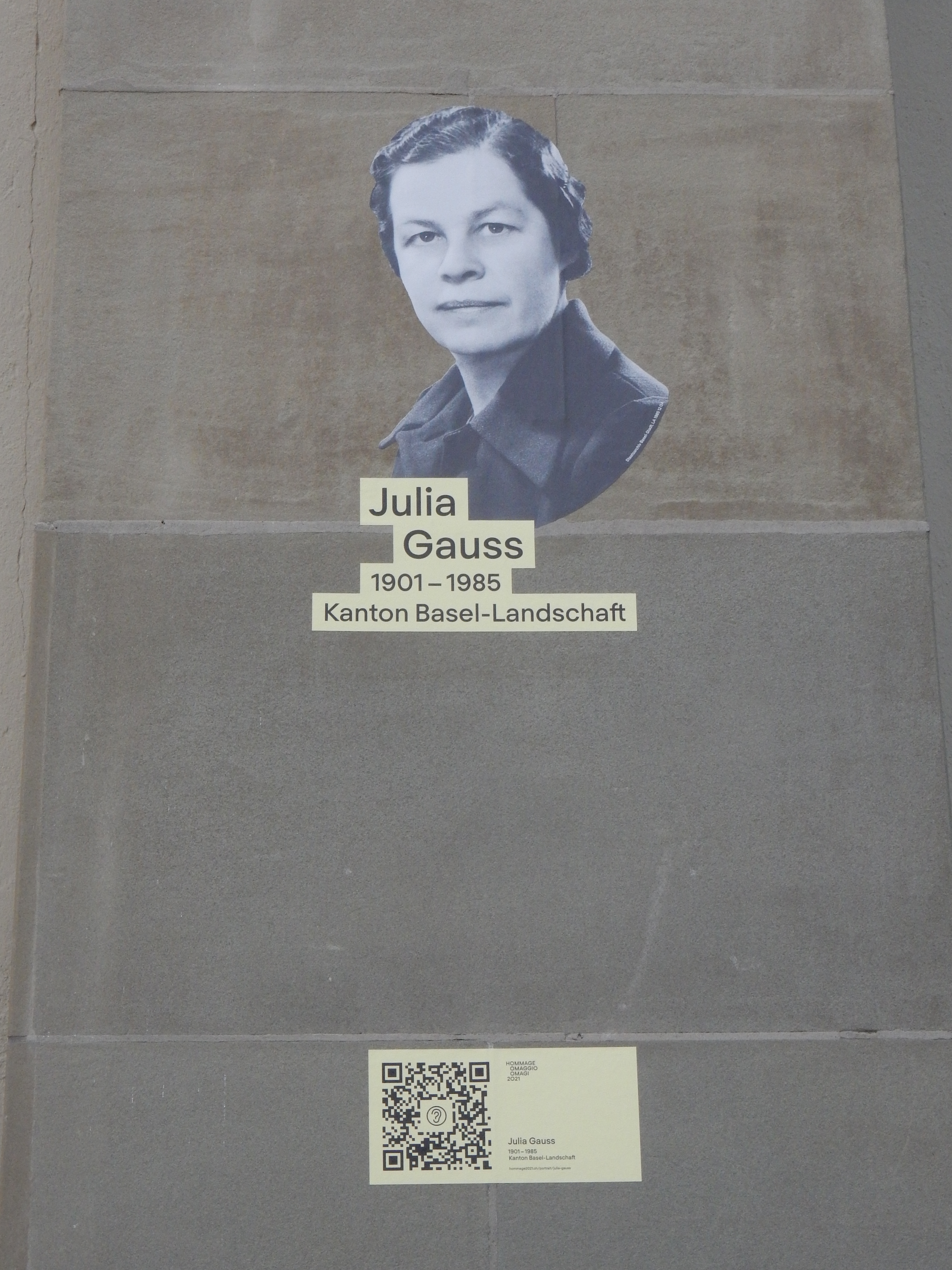
Julia Gauss (hommage2021.ch)

Julia Gauss (* 19. Februar 1901 in Liestal; † 4. Dezember 1985 in Wilchingen) war eine Schweizer Pädagogin und Historikerin.

## Leben
Julia Gauss war die Tochter des Liestaler Pfarrers und Lokalhistorikers Karl Gauss, Schwester des Philosophen Hermann Gauss und Enkelin des Architekten Hermann Rudolf Gauss sowie des Armenpflegers und Politikers Martin Birmann. Sie besuchte die Bezirksschule Liestal und anschliessend das Mädchengymnasium in Basel. Nach einem abgebrochenen naturwissenschaftlichen Studium in Genf studierte sie Geschichte und Sprachen in Berlin und in Basel. 1931 wurde sie mit einer Dissertation über «Die methodische Grundlage von Goethes Geschichtsforschung» zum Dr. phil. promoviert. Von 1927 bis zur Pensionierung im Jahr 1961 wirkte sie als Lehrerin am Basler Mädchengymnasium.

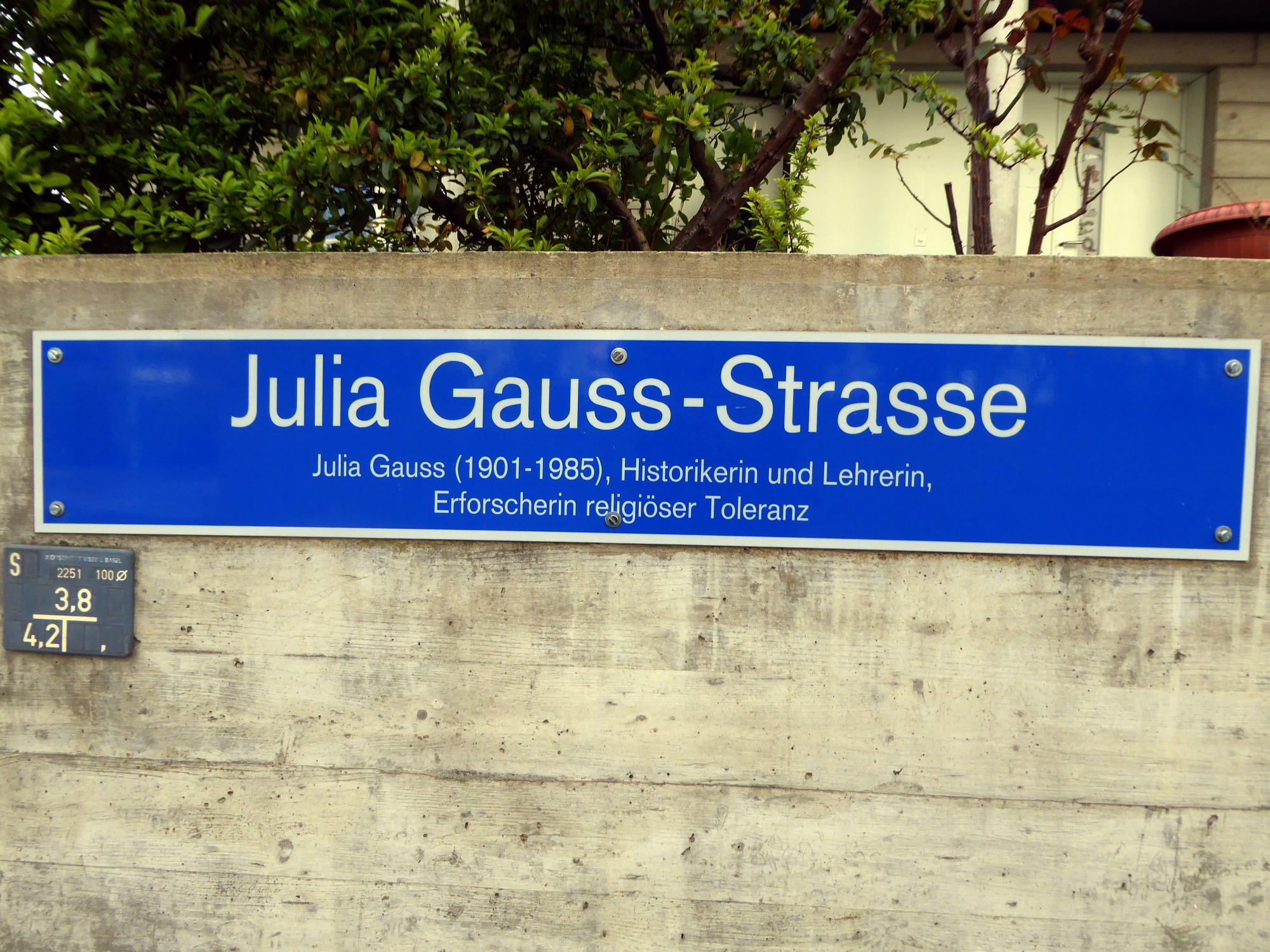
Julia Gauss-Strasse in Basel

Daneben und danach betrieb sie wissenschaftliche Studien in den Bereichen mittelalterliche Kirchen- und Philosophiegeschichte, Schweizer Geschichte und europäische Geschichte der Zwischenkriegszeit.
Die unverheiratete Julia Gauss verfügte testamentarisch mehrere Legate für pädagogische und wissenschaftliche Zwecke. Nach Julia Gauss ist in Basel eine Strasse benannt.

## Ehrungen
- 1968: Dr. theol. h. c. der Universität Zürich
- 1979: Wissenschaftspreis der Stadt Basel

## Schriften (Auswahl)
- Die methodische Grundlage von Goethes Geschichtsforschung. Ansbach 1934 (Dissertation).
- mit Alfred Stoecklin: Bürgermeister Wettstein. Der Mann, das Werk, die Zeit. Basel 1953.
- Goethe-Studien. Göttingen 1961.
- Hrsg.: Johann Rudolf Wettsteins Diarium 1646/47. Bern 1962.
- Ost und West in der Kirchen- und Papstgeschichte des 11. Jahrhunderts. Zürich 1967.
- Kritische Betrachtungen Albert Oeris zur europäischen Politik seiner Zeit. Zum 100. Geburtstag von Albert Oeri, Chefredaktor der Basler Nachrichten 21. Sept. 1975. Basel 1975.

### Aufsätze
- Über die Ursachen des Baselbieter Bauernkrieges von 1653. In: Baselbieter Heimatbuch. VI (1954), S. 162–192.
- Ein zweiter Londoner Aufenthalt des Schaffhauser Stadtschreibers Dr. J. Stokar 1658–1659. In: Schweizerische Zeitschrift für Geschichte. 7 (1957), S. 210ff. (doi:10.5169/seals-79174)
- Anselm von Canterbury. Zur Begegnung und Auseinandersetzung der Religionen. In: Saeculum. 17 (1966) S. 277–363.
- Sieben Briefe von Franz Buchser aus den Vereinigten Staaten (1866/1867) an Bundesrat Jakob Dubs. In: Basler Zeitschrift für Geschichte und Altertumskunde. Bd. 72, 1972, S. 307–318. (doi:10.5169/seals-117742#318)
- Zur Bestimmung und Herkunft der Basler Goldenen Altartafel. Eine Hypothese. In: Basler Zeitschrift für Geschichte und Altertumskunde. Bd. 81, 1981, S. 5–24. (doi:10.5169/seals-118041)
- Philosophie in der Schweiz. In: Gymnasium Helveticum. 1(3) (1947), S. 122–124. (Digital)